# Говард, Алетейя, графиня Арундел
Алетейя Говард (урождённая леди Алетейя Толбот, англ. Alethea Howard; 1585 — 3 июня 1654) — английская дворянка, известная меценатка и коллекционер произведений искусства, одна из первых английских женщин-ученых. Она была женой с 1606 года Томаса Говарда, 21-го графа Арундела, с которым она собрала одну из самых важных художественных коллекций Англии XVII века. Она была младшей дочерью Гилберта Толбота, 7-го графа Шрусбери, и его жены Мэри Кавендиш, сестрой двух других графинь, Мэри Герберт, графини Пембрук, и Элизабет Грей, графини Кентской.

## Биография

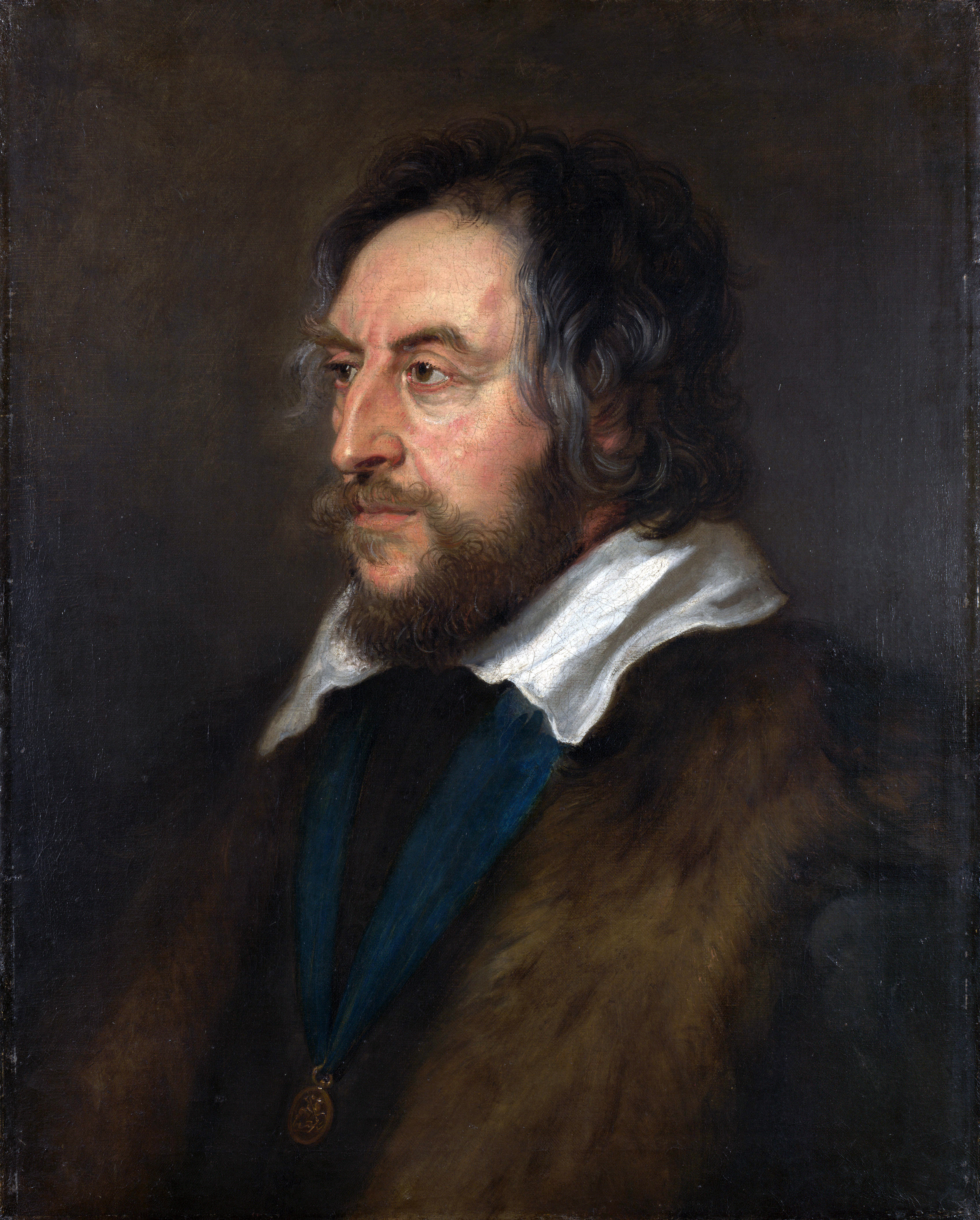
Томас Говард, 21-й граф Арундел (1585—1646), супруг Алетейи Толбот, портрет Рубенса

Леди Алетейя Толбот родилась в Шеффилде, Йоркшир, в 1585 году. В сентябре 1606 года она вышла замуж за Томаса Говарда, 21-го графа Арундела (1585—1646), и у них родилось шестеро детей; первый сын умер в юности в возрасте 17 лет, трое умерли в младенчестве.
- Джеймс Говард, барон Мальтраверс (1607—1624)
- Генри Фредерик Говард, 22-й граф Арундел (1608—1652)
- Уильям Говард, 1-й виконт Стаффорд[англ.] (около 1614—1680)

Вместе со своей сестрой Элизабет и двоюродной сестрой Арабеллой Стюарт Алетейя выступила в «Маске королев», написанной по королевскому заказу Беном Джонсоном, в костюмах Иниго Джонса. Изначально маскарад планировался в честь Рождества 1608 года и в конечном итоге был организован 2 февраля 1609 года. 5 июня 1610 года она танцевала как «Нимфа Аруна» на фестивале масок Тетис. В 1612 году английский дипломат в Нидерландах Уильям Трамбулл прислал деревья для её дома в Хайгейте из Флиссингена.
Леди Арундел хотела поехать с мужем за границу, но её отговорили. Алетейя и её муж сопровождали курфюрста пфальцграфа Фридриха V и его невесту принцессу Елизавету Стюарт в Гейдельберг, где они поженились в 1613 году.
Леди Арундел использовала свои собственные деньги, чтобы выкупить Арундел-хаус, и финансировала их поездку в Италию в 1613—1614 годах вместе с Иниго Джонсом. Граф Арундел был одним из первых англичан, купивших античные статуи. Она познакомилась с ним в Сиене. Затем они отправились в Рим, Неаполь, Падую, Геную, Турин и Париж. Они прибыли в Англию в ноябре 1614 года. Отец Алетейи умер в 1616 году. Она унаследовала треть поместья, и её муж начал серьёзно коллекционировать.
30 августа 1618 года королева Анна Датская устроила грандиозный прием венецианскому послу Пьеро Контарини в Оутлендском дворце. Графиня Арундел сидела рядом с послом и рассказывала о своем пребывании в Венеции. В конце обеда были сладости, затем они встали и подняли тосты за Елизавету и её супруга, курфюрста Пфальца Фридриха V.
Около 1619 года лорд Арундел отправил двух своих старших сыновей в Падую. В 1620 году Рубенс нарисовал Алетейю Толбот и её свиту, шута, карлика и собаку в Антверпене, когда она была на пути в Италию. (Мужская фигура, названная лордом Арунделом, была добавлена много лет спустя неизвестной рукой.) Он хотел навестить сыновей, но решил, что леди Арундел должна поехать одна. Леди Арундел сопровождал Франческо Верчеллини. Она жила в Спа и занималась квартирами. Леди Арундел переехала в Милан и Падую.
В 1622 году Алетейя жила в Венеции в Палаццо Мочениго с видом на Гранд-канал, а также на вилле в Доло. Избрание Антонио Приулина дожем Венеции положило начало жестокому процессу розыска лиц, подозреваемых в заговоре против Венеции. Сотни людей были арестованы, без причины или без причины, с особым вниманием к иностранным солдатам и матросам. Эта охота привела к аресту многих действительных заговорщиков, но также и многих невинных жертв, таких как Антонио Фоскарини, патриций и венецианский посол в Англии (1611—1615), который был казнен 21 апреля 1621 года после посещения мероприятия в английском посольстве.
Истерия закончилась в 1622 году, и 16 января 1623 года венецианское правительство принесло извинения за казнь Фоскарини, тем самым ознаменовав сокращение преследования. Сэр Генри Уоттон предупредил Алетейю, чтобы она покинула Венецию. Она отклонила этот совет и отправилась прямо в Венецию. Настояв на том, чтобы появиться на следующий день вместе с Уоттоном перед дожем Приули и Сенатом, она была полностью оправдана. Леди Арундел покинула Венецию с письмами от Приули, в которых предписывалось оказывать ей всяческие услуги во время её путешествия по венецианской территории. Она провела зиму в Турине вместе с двумя сыновьями. Она познакомилась с художником Энтони ван Дейком. Вместе они отправились в Мантую.
В 1623 году она попыталась поехать в Испанию, чтобы ухаживать за инфантой, сестрой короля Филиппа IV. Она отправилась в Англию, намереваясь по пути навестить королеву Богемии в Гааге. В 1624 году её старший сын, Джеймс Говард, лорд Мальтраверс, умер от оспы в Генте. В 1626 году её муж был помещен в Лондонский Тауэр по королевскому указу, потому что их второй сын Генри тайно женился на Элизабет Стюарт (дочери Эсме Стюарт, 1-го герцога Леннокса), родственнице короля, без разрешения последнего. Иоахим фон Сандрарт высказал свое мнение о коллекции и скопировал произведения Гольбейна. Король Карл I и королева Генриетта Мария посетили Арундел-хаус, чтобы ознакомиться с коллекциями.
Король отказался позволить леди Арундел сопровождать мужа в специальном посольстве в Голландию, чтобы пригласить Зимнюю королеву, его сестру, в Англию.
В 1633 году леди Арундел купила небольшую виллу, известную как Тарт-Холл (расположенную к югу от Букингемского дворца). Её второй сын Генри, лорд Мальтраверс, был избран членом Дублинского парламента в 1634 году. Арундел и его сын нанесли визит английскому губернатору, лорду Томасу Уэнтуорту, 1-му графу Страффорду, в Дублине.

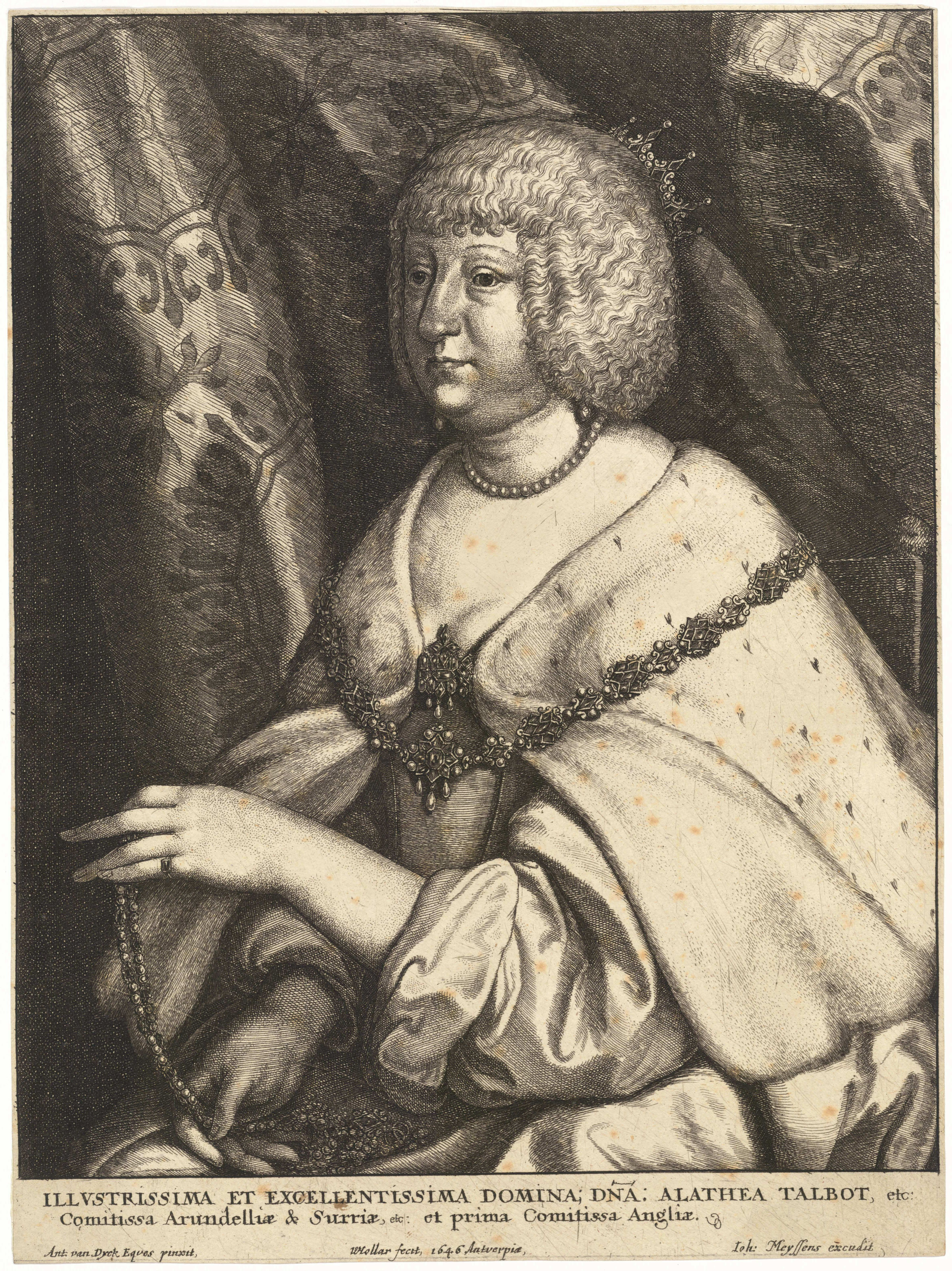
Вацлав Холлар — Алетейя, графиня Арундел

В 1638 году долги грозили разорить имение, и муж Алетейи приступил к осуществлению Мадагаскарского плана. Арундел-хаус содержал тридцать семь статуй, 128 бюстов и 250 надписей. Артемизия Джентилески, возможно, работала на Алетейю. Ван Дейк написал портрет лорда Арундела и его жены. Во время отъезда королевы-матери Марии Медичи из Англии лорд и леди Арундел сопровождали её в Кёльн.

## Пребывание в Нидерландах
В 1641 году, накануне Гражданской войны в Англии, Алетейя с мужем, сыном виконтом Стаффордом и его женой бежали в Нидерланды. Она заказала инвентаризацию содержимого Тарт-холла, своего дома на окраине Сент-Джеймс, который включал комнату, известную как Голландская комната для розыгрыша. Леди Арундел не была готова ждать Марии Медичи и с присущей ей решительностью отправилась на континент в одиночку, потому что, как говорили, у неё была «мания» к путешествиям. Алетейя поехала прямо в Утрехт и встретилась там со своим мужем. Когда он сопровождал Марию Медичи в Кельн, Алетейя пыталась убедить папу Урбана VIII позволить ей поступить в картезианский монастырь. В 1642 году её муж сопровождал королеву и принцессу Марию на свадьбу с Вильгельмом II Оранским и уехал прямо в Падую.
Алетейяа жила в Антверпене, но после смерти мужа переехала в Алкмар. Она пригласила Франциска Юния, прослужившего у них тридцать лет, перестроить собрание книг. Затем она переехала в Амерсфорт (1649 г.) и арендовала просторную квартиру в Амстердаме на Singel 292, элегантный дом с внутренним двором, выходящим на Херенграхт.
Когда граф Арундел умер, Алетейя унаследовала коллекцию из 600 картин и рисунков, включая работы Дюрера, Гольбейна, Брейгеля, Лукаса ван Лейдена, Рембрандта, Рубенса, Ван Дейка, Рафаэлло да Урбино и Тициана. Там была 181 работа без указания авторства , 200 статуй и 5000 рисунков, которые он купил на её деньги. Её коллекция оценивались в 100 000 фунтов стерлингов. Она унаследовала замок Арундел и дом Арундел. Её старший сын Генри Говард три года выступал в суде против воли отца .
В 1651 году она унаследовала титул баронессы Фёрниволл, титул своего отца. В 1652 году её любимый сын Уильям Говард был арестован в Курпфальце, а другой сын Генрих Фредерик умер. В 1653 году Уильям прибыл в Амстердам. 3 июня 1654 года Алетейя умерла в Амстердаме, не оставив завещания . Опись состояла из 36 картин Тициана, 16 Джорджоне, 19 Тинторетто, 11 Корреджо, 17 Веронезе, 12 Рафаэлло и 5 Да Винчи.
Двое внуков потребовали половину наследства и отправили сэра Эдварда Уокера в Нидерланды. В 1655 году виконт Стаффорд был арестован в Утрехте, но через несколько недель освобожден. Генри Говард, 6-й герцог Норфолк, и его брат Чарльз были заинтересованы в получении картин и обратились в Утрехтский суд в 1658 и 1661 годах. Позже Генри унаследовал Арундел-хаус, а Тарт-холл (на Стаффорд-роу) перешёл к их дяде Уильяму.

## Книги и архитектура
Как и её сестра Элизабет, Алетейя интересовалась использованием трав и других продуктов питания в медицинских целях. Её рецепты были опубликованы под названием Natura Exenterata . Отец Алети, Гилберт Талбот, 7-й граф Шрусбери, был известным покровителем ранней науки, а сама Алетейя была автором одной из первых печатных книг с техническими и научными материалами в Англии, что делает её одной из первых опубликованных женщин-ученых в Англии.
Вместе со своим мужем Алетейя должна была быть разработчиком их зданий и участвовать в управлении участком в их доме в Хайгейте, Арундел-хаус на Стрэнде, в их домике в Гринвич-парке, и особенно позже, в 1630-х годах, во время строительства собственного Тарт-холла в Сент-Джеймсском парке. Тарт-зал был построен по совету католического священника Джорджа Гейджа и каменщика Николаса Стоуна.
Тарт-холл, давно разрушенный, как полагают, чем-то напоминал виллы Венето, которые видела графиня. В описи детально описана обстановка, в том числе её спальня, украшенная тканями из Индии, гостиная с индийской мебелью и комната для демонстрации фарфора и других коллекций, называемая в голландской моде «комнатой для розыгрыша».